# Paspalum rottboellioides
Paspalum rottboellioides là một loài thực vật có hoa trong họ Hòa thảo. Loài này được C.Wright mô tả khoa học đầu tiên năm 1871.